# El Tetuán Nuevo
El Tetuán Nuevo är en ort i Mexiko.   Den ligger i kommunen Navolato och delstaten Sinaloa, i den västra delen av landet, 1 100 km nordväst om huvudstaden Mexico City. El Tetuán Nuevo ligger 2 meter över havet och antalet invånare är 314.
Terrängen runt El Tetuán Nuevo är mycket platt. Havet är nära El Tetuán Nuevo åt sydväst.  Närmaste större samhälle är Altata, 2,5 km väster om El Tetuán Nuevo. 